# Deutsche Forschungsgemeinschaft
A Deutsche Forschungsgemeinschaf (DFG; em português, 'Fundação Alemã de Pesquisa') é uma instituição alemã de fomento à pesquisa. Constituindo-se em sociedade registrada, organizada em regime de direito privado, é uma organização pública sem fins lucrativos financiada pela Confederação e pelos Estados alemães. Com sede em Bonn, a DFG é uma das maiores  organizações de financiamento à pesquisa na Europa, e representa a autarquia  central no que se refere à ciência na Alemanha. Conta atualmente com um planejamento seguro para constante aumento em suas receitas proveniente do "Pacto para Pesquisa e Inovação" (Pakt für Forschung und Innovation).

## Organização
O atual Presidente da Deutsche Forschungsgemeinschaft (DFG) é Mathias Kleiner, e a atual Secretária Geral é Dorothee Dzwonnek, que junto com o presidente são os principais responsáveis pela direção da DFG. A mesa diretora da DFG é constituída por dez membros (zehnköpfigen Präsidium):Jörg Hinrich Hacker(Biólogo), Konrad Samwer (Físico), Jürgen Schölmerich (Médico), Luise Schorn-Schütte (Historiadora), Bernd Scholz-Reiter (Tecnólogo), Ferdinand Schüth (Químico), Dorothea Wagner (Informática), Christine Windbichler (Direito) assim como Arend Oetker (convidado permanente - Stifterverband für die Deutsche Wissenschaft, em português "Associação de doadores para as ciências alemãs")).
Em seu estaturo o §1 define, conforme tradução, o seu objetivo:
" A Deutsche Forschungsgemeinschaft apoia as ciências em todas as suas áreas de investigação através de suporte financeiro à tarefa de pesquisar e através do fomento à cooperação entre pesquisadores. Aconselha o parlamento e autoridades sobre questões científicas e mantém a ligação entre pesquisa e economia, e entre pesquisa e pesquisa estrangeira. ..."
-Estatudo da Deutschen Forschungsgemeinschaft
 „Die Deutsche Forschungsgemeinschaft dient der Wissenschaft in allen ihren Zweigen durch die finanzielle Unterstützung von Forschungsaufgaben und durch die Förderung der Zusammenarbeit unter den Forschern. Sie berät Parlamente und Behörden in wissenschaftlichen Fragen und pflegt die Verbindungen der Forschung zur Wirtschaft und zur ausländischen Wissenschaft. ... "
-Satzung der Deutschen Forschungsgemeinschaft 
A mesa diretora, da qual fazem parte também o presidente e do vice-presidente, servem à execução das atividades inerentes ao Conselho Administrativo, conselho este presidido pelo Secretário Geral da DFG, posto ocupado desde 1º de setembro de 2007 por Dorothee Dzwonnek.
A DFG promove projetos individuais, projetos de graduados, investigações cooperativas, dá suporte à  infraestrutura necessária e apoia projetos que têm influência científica em nível mundial. Os projetos podem ser submetidos por cada instituição conveniada ou por cientistas (a partir de sua graduação). Em suas atividades a DFG  contou em  2005 com um orçamento de aproximadamente  1,3 milhões de euros. Os recursos disponibilizados ao seu presidente em 2006 contaram com um aumento de 40%.
A DFG é membro do International Council for Science (Conselho Internacional de Ciência). Organizações similares ao longo do mundo são por exemplo a National Science Foundation (USA) (Fundação Nacional da Ciência), a Royal Academy (Academia Real Inglesa), a Schweizerische Nationalfonds (Fundo Nacional Suíco) e o Consejo Nacional de Ciencia y Tecnolgía (Conselho Nacional de Ciência e Tecnologia), no México.

## História
As origens da Deutsche Forschungsgemeinschaft remontam ao tempo da República de Weimar (Weimarer Republik). Foi fundada em 30 de outubro de 1920 sob o nome de "Notgemeinschaft der deutschen Wissenschaft" (Associação Alemã para Prioridades Científicas)  mediante iniciativa dos químicos Fritz Haber e Friedrich Schmidt, este último o seu primeiro presidente. Em 1929 o nome da instituição foi trocado para "Deutsche Gemeinschaft zur Erhaltung und Förderung der Forschung (Comunidade Alemã para Manutenção e Promoção da Pesquisa), que de forma abreviada assumiu a forma "Forschungsgemeinschaft (Comunidade para pesquisa)".
Durante o regime nazista a Forschungsgemeinschaft foi transformada em uma instituição com cunho notoriamente político, e seja por pressão seja em grande parte por livre opção, a maioria dos cientistas tornou-se adepto da ideologia nazista e passaram a trabalhar com os mesmos objetivos dos nacionalistas radicais. Os financiamentos aos projetos politicamente aceitos, tanto para projetos essenciais (como os ligados às ciências agrícolas: "Agrarwissenschaften") como para os projetos mais radicais como o projeto da higiene racial ("Rassenhygiene"), foram consideravelmente elevados.
O presidente da DFG no período de 1934 a 1936 foi o físico Johannes Stark. Ele convidou o principal ideólogo nazista, Alfred Rosenberg, para ser o patrono e presidente honorário da DFG. Stark veio a perder sua posição porque não só Bernhard Rust   e seu ministério como também a "SS" e "Wehrmacht" se opuseram a ele. Em 1936 o químico Rudolf Mentzel assumiu a presidência da DFG.
Conforme mostraram as investigações de um grupo de tralho dirigido pelo historiador de Freiburg Hulrich Herbert entre os anos de 2000 e 2008, nos tempos do Nacional Socialismo (nazismo) a DFG contribuiu de forma significativa no desenvolvimento do Generalplan Ost, um plano nazista para o domínio do oriente e que implicava diretamente na morte de dezenas de milhões de pessoas durante a conquista e purificação racial das terras orientais. O plano previa em estimativa um total de mortos de cerca de 33 milhões de pessoas na europa oriental.
Após a segunda guerra mundial, a "Notgemeinschaft der Deutschen Wissenschaft" foi refundada em 1949. Em Gotinga, aos  9 de março de 1949, estabelecia-se, com cunho político científico, o "Deutsche Forschungsrat" (Conselho Alemão de Pesquisa). Em 2 de agosto de 1951 a "Notgemeinschaft" e a "Forschungsrat" se fundiram, dando origem à Deutsche Forschungsgemeinschaft (DFG).
Após a reunificação da Alemanha em 1990, seus projetos de financiamento se estenderam sob todo o território da Alemanha unificada.

## Presidentes anteriores
- 1952–1955 Ludwig Raiser
- 1955–1964 Gerhard Hess
- 1964–1973 Julius Speer
- 1973–1979 Heinz Maier-Leibnitz
- 1980–1985 Eugen Seibold
- 1986–1991 Hubert Markl
- 1992–1997 Wolfgang Frühwald
- 1998–2006 Ernst-Ludwig Winnacker
- desde 2007 Matthias Kleiner

## Prêmios de Pesquisa
A DFG promove anualmente os seguintes prêmios à pesquisa:
- Prêmio Gottfried-Wilhelm-Leibniz, abreviadamente prêmio Leibniz
- Prêmio Heinz Maier-Leibnitz
- Prêmio Comunicação
- Prêmio Eugen e Ilse Seibold
- Prêmio Albert-Maucher para geografia
- Prêmio Bernd-Rendel para jovens geocientistas
- Prêmio von Kaven para  matemáticos juniores. [5]

## Programas de Financiamento da DFG
- Emmy Noether-Programm
- Sondersammelgebietsprogramm für die Wissenschaftlichen Bibliotheken
- Virtuelles Graduiertenkolleg
- Heisenberg-Programm

## Membros

### Colégios Científicos (Escolas Técnicas)[6]
| - Universidade Técnica de Aachen - Universidade de Augsburgo - Universidade de Bamberg - Universidade de Bayreuth - Universidade Técnica de Berlim - Universidade Livre de Berlim - Universidade Humboldt de Berlim - Universidade de Bielefeld - Ruhr-Universität Bochum - Universidade de Bonn - Technische Universität Braunschweig - Universidade de Bremen - Technische Universität Chemnitz - Technische Universität Clausthal - Universidade Técnica de Darmstadt - Technische Universität Dortmund - Universidade Técnica de Dresden - Universidade de Düsseldorf - Universidade de Erlangen-Nürnberg - Universidade Duisburg-Essen - Universidade de Frankfurt - Universidade Europeia Viadrina - Technische Universität Bergakademie Freiberg - Universidade de Freiburg - Universidade de Giessen - Universidade de Götttingen - Universidade de Greifswald - FernUniversität Hagen - Universidade de Halle-Wittenberg - Technische Universität Hamburg-Harburg - Universidade de Hamburgo - Medizinische Hochschule Hannover - Universidade de Hanôver - Tierärztliche Hochschule Hannover | - Universidade de Heidelberg - Technische Universität Ilmenau - Technische Universität Kaiserslautern - Instituto de Tecnologia de Karlsruhe - Universität Kassel - Universidade de Kiel - Universidade de Colônia - Universidade de Constança - Universidade de Leipzig - Universität zu Lübeck - Universität Magdeburg - Universidade de Mainz - Universidade de Mannheim - Universidade de Marburg - Universidade Técnica de Munique - Universidade de Munique - Universidade de Münster - Universität Oldenburg - Universität Osnabrück - Universität Paderborn - Universidade de Passau - Universidade de Potsdam - Universidade de Ratisbona - Universidade de Rostock - Universidade do Sarre - Universität Siegen - Universität Hohenheim - Universidade de Stuttgart - Universität Trier - Universidade de Tübingen - Universidade de Ulm - WHU - Otto Beisheim School of Management Vallendar - Universidade de Würzburgo |

### Outras Instituições de Pesquisa
- Deutsches Archäologisches Institut Berlin
- Helmholtz-Zentrum Berlin für Materialien und Energie GmbH
- Max-Delbrück-Centrum für Molekulare Medizin Berlin-Buch
- Museus Estatais de Berlim
- Stiftung Preußischer Kulturbesitz
- Wissenschaftsgemeinschaft Gottfried Wilhelm Leibniz e.V.
- Physikalisch-Technische Bundesanstalt Braunschweig
- Alfred-Wegener-Institut für Polar- und Meeresforschung Bremerhaven (AWI)
- GSI Helmholtzzentrum für Schwerionenforschung Darmstadt
- Deutsches Elektronen-Synchrotron Hamburgo (DESY)
- Deutsches Krebsforschungszentrum Heidelberg
- Forschungszentrum Jülich GmbH
- Forschungszentrum Karlsruhe
- Centro Aeroespacial Alemão e.V. Colônia
- Fraunhofer-Gesellschaft zur Förderung der angewandten Forschung e.V. München
- Max-Planck-Gesellschaft zur Förderung der Wissenschaften e.V.München
- Helmholtz Zentrum München - Deutsches Forschungszentrum für Gesundheit und Umwelt (GmbH) Oberschleißheim
- Württembergische Landesbibliothek Stuttgart

### Academias de Ciências
- Akademie der Wissenschaften und der Literatur Mogúncia
- Bayerische Akademie der Wissenschaften Munique
- Academia das Ciências de Berlim
- Nordrhein-Westfälische Akademie der Wissenschaften und der Künste Düsseldorf
- Academia de Ciências de Göttingen
- Deutsche Akademie der Naturforscher Leopoldina e.V. Halle an der Saale
- Heidelberger Akademie der Wissenschaften
- Sächsische Akademie der Wissenschaften zu Leipzig

### Associações Científicas
- Gesellschaft Deutscher Naturforscher und Ärzte e.V. Bad Honnef
- Deutscher Verband Technisch-Wissenschaftlicher Vereine Berlin
- Arbeitsgemeinschaft industrieller Forschungsvereinigungen "Otto von Guericke" e.V. Köln

### Em alemão
- Anne Cottebrune: Der planbare Mensch. Die DFG und die menschliche Vererbungswissenschaft 1920 - 1970. Franz Steiner, Stuttgart 2008. ISBN 3-515-09099-1
- Notker Hammerstein: Die Deutsche Forschungsgemeinschaft in der Weimarer Republik und im Dritten Reich : Wissenschaftspolitik in Republik und Diktatur 1920 - 1945. München : Beck, 1999, ISBN 3-406-44826-7

## Ligações Externas

### Em alemão
- Website der Deutschen Forschungsgemeinschaft
- „Die tägliche Gratwanderung zwischen Bürokratie und Wissenschaft - Die Deutsche Forschungsgemeinschaft“, Goethe-Institut, April 2006
- Kommission "Selbstkontrolle in der Wissenschaft" der DFG: Vorschläge zur Sicherung guter wissenschaftlicher Praxis (PDF-Datei 135KB), 1997
- Überblick über alle Förderprogramme der DFG
- Unterlage des Wissenschaftlichen Dienstes des Deutschen Bundestages über die DFG[ligação inativa] (PDF-Datei; 574 kB)

Geschichte (História)
- Forschergruppe zur Geschichte der Deutschen Forschungsgemeinschaft 1920-1970 bis Februar 2008, danach: auf den DFG-Seiten der Bereich "Ausstellung: Wissenschaft- Planung- Vertreibung: der Generalplan Ost" mit Bilddokumenten
- „Im Dunkelfeld der Wissenschaft.[ligação inativa] Nach dem Führerprinzip: Die DFG stellt sich ihrer Geschichte in der NS-Zeit – und darüber hinaus“, Tagesspiegel, 3. April 2006
- „Nazi-Vergangenheit: DFG-Geschichte wird aufgearbeitet - zum vierten Mal“, Spiegel Online, 27. September 2006
- Rede des DFG-Präsidenten Prof. Ernst-Ludwig Winnacker  anlässlich der Einweihung des Mahnmals zur Erinnerung an die Opfer nationalsozialistischer Euthanasieverbrechen am 14. Oktober 2000 in Berlin-Buch (früheres Kaiser-Wilhelm-Institut für Hirnforschung), einer Skulptur von A. Franziska Schwarzbach. (Siehe dazu auch das Grab auf dem Waldfriedhof München)

### Em alemão (Siehe auch)
- DFG Science TV
- Wissenschaftsrat
- Wissenschaftspolitik